# Zaria
Zaria je grad u nigerijskoj saveznoj državi Kaduna i osmi grad po brojnosti u Nigeriji. Leži na 650 metara nadmorske visine, 70 km sjeverno od Kadune i 240 km od Abuje. Prugom je povezana s Lagosom i Port Harcourtom. Većinsko stanovništvo čini narod Hausa. Tradicionalni vladar Zarie je emir.
Poljoprivreda je glavna djelatnost stanovništva, posebice uzgoj žitarica, pamuka i duhana. Sveučilište Ahmadu Bello, osnovano 1962., najveće je sveučilište u Nigeriji i drugo po veličini u Africi, iza kairskog. 
Prema popisu iz 1991., Zaria ima 612.257 stanovnika.